# 甘尼特峰
甘尼特峰（英語：Gannett Peak）是美国怀俄明州的最高点，海拔13,810英尺（4,210）。它横跨弗里蒙特縣和薩布萊特縣的边界，位于温德河山脉的大陆分水岭旁。